# Джиммі Блумфілд
Джиммі Блумфілд (англ. Jimmy Bloomfield; 15 лютого 1934, Лондон — 3 квітня 1983, Лондон) — англійський футболіст, що грав на позиції нападника. По завершенні ігрової кар'єри — тренер.

## Ігрова кар'єра
Народився 15 лютого 1934 року в місті Лондон. Розпочинав грати у футбол у лондонських аматорських клубах.
У професійному футболі дебютував у жовтні 1952 року виступами за команду Другого дивізіону «Брентфорд», в якій провів два сезони, взявши участь у 42 матчах чемпіонату.
Влітку 1954 року, після того як «Брентфорд» понизився у класі, Блумфілд за 8000 фунтів був придбаний «Арсеналом», як заміна Джиммі Логі. Відіграв за «канонірів» наступні шість сезонів своєї ігрової кар'єри. З сезону 1955/56 став основним гравцем команди і навіть грав у складі збірної Лондона, що стала фіналісткою першого розіграшу Кубка ярмарків 1955/58. Також в цей час грав за збірну Футбольної ліги і молодіжну збірну Англії до 23 років.
Блумфілд зіграв 227 ігор за «Арсенал», забивши 56 голів. Проте, з приходом Джорджа Істгема в 1960 році, Блумфілд втратив місце в команді і був проданий у «Бірмінгем Сіті» в листопаді того ж року. З командою знову став фіналістом Кубка ярмарків у 1961 році, а через два роки виграв з командою свій перший трофей — Кубок англійської ліги, забивши у фіналі один з голів у ворота «Астон Вілли» (3:1, 0:0).
Влітку 1964 року він повернувся в «Брентфорд», а пізніше грав за «Вест Гем Юнайтед» та «Плімут».
Завершив професійну ігрову кар'єру у клубі «Лейтон Орієнт», де був граючим тренером у 1968—1970 роках.

## Кар'єра тренера
У 1968 році Блумфілд став граючи тренером клубу «Лейтон Орієнт», з яким виграв Третій дивізіон у своєму другому повному сезоні, 1969/70, а наступного року врятував команду від вильоту з Другого дивізіону.
1971 року Блумфілд очолив новачка вищого англійського дивізіону «Лестер Сіті», з яким майже одразу виграв Суперкубок Англії, куди потрапив як переможець Другого дивізіону, оскільки чемпіонат Першого дивізіону і володар національного Кубка «Арсенал» відмовився від участі. Загалом Блумфілд працював у новому клубі шість років. За цей час «лиси» досягли півфіналу Кубку Англії 1973/74. Джиммі покинув клуб у 1977 році і наступного сезону команда вилетіла з вищого дивізіону.
Блумфілд знову повернувся до клубу «Лейтон Орієнт», з яким вийшов у півфінал Кубка Англії 1977/78. Він залишив «Орієнт» у 1981 році після суперечки з головою клубу Браяном Вінстоном через продаж нігерійського збірника Джона Чідозі. У опитуванні 2014 року Блумфілд був визнаний найкращим менеджером «Лейтон Орієнта» усіх часів.
Після відходу з команди він працював у «Лутон Тауні» до своєї передчасної смерті 3 квітня 1983 року від раку у віці 49 років.

## Титули і досягнення

### Як гравця
- Володар Кубка англійської ліги (1):

«Бірмінгем Сіті»: 1962–63

### Як тренера
- Володар Суперкубка Англії: 1971
- Переможець Третього дивізіону Англії: 1969–70[15]
- Найкращий тренер сезону Третього дивізіону Англії: 1969–70[17]

## Особисте життя
Молодший брат, Біллі, також був професійним футболістом і грав за «Брентфорд», а племінник, Рей Блумфілд, також футболіст, будучи вихованцем «Арсеналу», більшу частину кар'єри провів виступаючи у США.